# Cypripedium subtropicum
Cypripedium subtropicum är en orkidéart som beskrevs av Sing Chi Chen och Kai Yung Lang. Cypripedium subtropicum ingår i släktet guckuskor, och familjen orkidéer. Inga underarter finns listade i Catalogue of Life.

## Bildgalleri